# セカンドラボ
セカンドラボ株式会社（2ndLabo,Inc.）は、東京都新宿区に本社を置く、医療福祉領域に向けたインターネット関連サービスを提供する企業である。

## 概要
2014年1月創業。創業以来、医療福祉業界の転職市場の再構築を目的に求人メディア事業を展開。
主力事業である「コメディカルドットコム」は全国の医療機関・福祉施設を中心に25,000社で導入されており、医療・福祉領域専門の求人メディアとしては国内最大規模のサービスとなっている。

## 事業内容
コメディカルドットコム
看護師や介護・福祉職、医療技術職など医療・福祉業界の専門職を中心に35種の求人職種を取り扱う転職サイト。初期費用、求人掲載費無料の成果報酬型のシステムを採用しており、職業紹介サービスと比較して1/5～1/10程度の低価格設定となっている。求職者と求人情報のマッチングや選考上のやりとりをシステム上で完結できるようにすることで管理コストを削減、手数料を低価格に設定することで採用コストも削減することの可能なサービスとして全国の民間病院の66％以上、特別養護老人ホーム・介護老人保健施設の48%以上に導入が進んでいる。

## 沿革
- 2014年  1月　セカンドラボ株式会社を設立
- 2014年10月　「コメディカルドットコム」の全国版をオープン
- 2015年10月　本社移転：東京都新宿区西新宿7－7－28第二山本ビル5F
- 2018年  1月　本社移転：東京都新宿区西新宿3－2－7KDX新宿ビル7F
- 2018年  3月　「コメディカルドットコム」の導入法人数が6,000社を突破[3]
- 2018年10月　資本金を1300万円に増資
- 2020年  5月　「コメディカルドットコム」の導入法人数10,000社を突破[4]
- 2020年  6月　「コメディカルドットコム」にて就業応援制度を開始[5]
- 2021年  4月　「コメディカルドットコム」にて看護師・介護士の採用費無料の特別支援を実施[6]
- 2021年11月　「コメディカルドットコム」の導入法人数14,000社を突破
- 2022年  2月　本社移転：東京都新宿区西新宿2－4－1新宿NSビル6F
- 2024年  3月　「コメディカルドットコム」の導入法人数20,000社を突破[7]